# Alex Nwora
Alexander Ifeanyi Nwora, detto Alex (Onitsha, 16 dicembre 1968), è un allenatore di pallacanestro nigeriano.
È il padre di Jordan Nwora.

## Carriera
Ha guidato Capo Verde a due edizioni dei Campionati africani (2009, 2013) e la Nigeria ai Campionati africani del 2017 e ai Campionati mondiali del 2019.